# Christoph Moritz
Christoph Moritz (Düren, Renania del Norte-Westfalia, Alemania, 27 de enero de 1990) es un futbolista alemán que juega en la demarcación de centrocampista en el SSV Jahn Regensburg alemán. También integró las categorías inferiores de la selección de fútbol de Alemania, aunque no ha llegado a debutar con la absoluta.

## Trayectoria
Moritz dio sus primeros pasos en el mundo del fútbol a los cuatro años, cuando se integró en 1994 al Viktoria 08 Arnoldsweiler. Formó parte de las divisiones menores durante doce años hasta que llegó al Alemannia Aachen. Luego de tres años alternando en los conjuntos juveniles y de reserva del club, firmó con el Schalke 04 en julio de 2009. Con el club de Gelsenkirchen, debutó de manera profesional el 8 de agosto del mismo año, jugando como titular en la victoria por 2-1 frente al Núremberg.
El 16 de agosto de 2009 convirtió su primer gol con el Schalke 04 frente al Bochum tras asistencia de Ivan Rakitić. Moritz firmó su primer contrato profesional el 18 de enero de 2010 con el Schalke, válido hasta el 30 de junio de 2013.

## Selección nacional
Moritz ha sido internacional con la selección de fútbol sub-21 de Alemania. Fue incluido en la nómina final de Alemania que disputó la Eurocopa Sub-21 de 2013.

### Participaciones en Eurocopas
| Eurocopa                | Sede   | Resultado    | Partidos | Goles |
| ----------------------- | ------ | ------------ | -------- | ----- |
| Eurocopa Sub-21 de 2013 | Israel | Primera fase | 0        | 0     |

## Estadísticas
| Club                               | Div.          | Temporada     | Liga  | Liga  | Copas nacionales | Copas nacionales | Copas internacionales | Copas internacionales | Total | Total |
| Club                               | Div.          | Temporada     | Part. | Goles | Part.            | Goles            | Part.                 | Goles                 | Part. | Goles |
| ---------------------------------- | ------------- | ------------- | ----- | ----- | ---------------- | ---------------- | --------------------- | --------------------- | ----- | ----- |
| F. C. Schalke 04 · Alemania        | 1.ª           | 2009-10       | 28    | 1     | 4                | 0                | —                     | —                     | 32    | 1     |
| F. C. Schalke 04 · Alemania        | 1.ª           | 2010-11       | 12    | 0     | 3                | 0                | 3                     | 0                     | 18    | 0     |
| F. C. Schalke 04 · Alemania        | 1.ª           | 2011-12       | 8     | 0     | 0                | 0                | 4                     | 0                     | 12    | 0     |
| F. C. Schalke 04 · Alemania        | 1.ª           | 2012-13       | 6     | 0     | 1                | 0                | 0                     | 0                     | 7     | 0     |
| F. C. Schalke 04 · Alemania        | Total club    | Total club    | 54    | 1     | 8                | 0                | 7                     | 0                     | 69    | 1     |
| 1. FSV Maguncia 05 · Alemania      | 1.ª           | 2013-14       | 25    | 2     | 1                | 0                | —                     | —                     | 26    | 2     |
| 1. FSV Maguncia 05 · Alemania      | 1.ª           | 2014-15       | 9     | 0     | 0                | 0                | 2                     | 0                     | 11    | 0     |
| 1. FSV Maguncia 05 · Alemania      | 1.ª           | 2015-16       | 8     | 0     | 1                | 0                | —                     | —                     | 9     | 0     |
| 1. FSV Maguncia 05 · Alemania      | Total club    | Total club    | 42    | 2     | 2                | 0                | 2                     | 0                     | 46    | 2     |
| 1. F. C. Kaiserslautern · Alemania | 2.ª           | 2016-17       | 29    | 1     | 0                | 0                | —                     | —                     | 29    | 1     |
| 1. F. C. Kaiserslautern · Alemania | 2.ª           | 2017-18       | 30    | 4     | 2                | 1                | —                     | —                     | 32    | 5     |
| 1. F. C. Kaiserslautern · Alemania | Total club    | Total club    | 59    | 5     | 2                | 1                | 0                     | 0                     | 61    | 6     |
| Hamburgo S. V. · Alemania          | 2.ª           | 2018-19       | 11    | 0     | 0                | 0                | —                     | —                     | 11    | 0     |
| SV Darmstadt 98 · Alemania         | 2.ª           | 2018-19       | 11    | 0     | —                | —                | —                     | —                     | 11    | 0     |
| SV Darmstadt 98 · Alemania         | Total club    | Total club    | 11    | 0     | 0                | 0                | 0                     | 0                     | 11    | 0     |
| Hamburgo S. V. · Alemania          | 2.ª           | 2019-20       | 8     | 0     | 1                | 0                | —                     | —                     | 9     | 0     |
| Hamburgo S. V. · Alemania          | Total club    | Total club    | 19    | 0     | 1                | 0                | 0                     | 0                     | 20    | 0     |
| SSV Jahn Regensburg · Alemania     | 2.ª           | 2020-21       | 23    | 0     | 2                | 0                | —                     | —                     | 25    | 0     |
| SSV Jahn Regensburg · Alemania     | 2.ª           | 2021-22       | 4     | 0     | 0                | 0                | —                     | —                     | 4     | 0     |
| SSV Jahn Regensburg · Alemania     | Total club    | Total club    | 27    | 0     | 2                | 0                | 0                     | 0                     | 29    | 0     |
| Total carrera                      | Total carrera | Total carrera | 212   | 8     | 15               | 1                | 9                     | 0                     | 236   | 9     |

## Palmarés

### Títulos nacionales
| Título                | Club             | País     | Año     |
| --------------------- | ---------------- | -------- | ------- |
| Copa de Alemania      | F. C. Schalke 04 | Alemania | 2010-11 |
| Supercopa de Alemania | F. C. Schalke 04 | Alemania | 2011    |